# Црнчевич, Бранислав
Бранислав Црнчевич (серб. Бранислав Црнчевић; 8 февраля 1933, Ковачица — 14 апреля 2011, Белград) — сербский писатель, политик.
На протяжении своей карьеры писал романы, рассказы, стихи и детскую литературу. Известен в качестве автора афоризмов.

## Биография
Родился 8 февраля 1933 году в Ковачице. После смерти отца оказался в детском доме, где и провел свои первые годы.
Окончил философский факультет Белградского университета.
Трудовую деятельность начал в качестве сотрудника пивоварни Зренянин в Нови-Сад. Работал журналистом и редактором в газетах JEZ и Дуга вместе с газетой для детей Mali Йеж.
На литературную сцену вышел под псевдонимами Винон Румски и Бранислав БИП. Опубликовал свою первую детскую книгу Bosonogi i nebo, а затем и свой первый сборник афоризмов Piši kao što ćutiš.. Стихи Б. Црнчевича переведены на русский язык и изданы в 2012 году в России, войдя в сборник «Книга радости», где представлена «панорама сербской поэзии для детей от истока до сего дня».
В 1987 году был удостоен награды Детские игры дракона (Змајевих дечјих игара) за творческий вклад в современную детскую литературу.
По мнению профессора Мирьяны Стакич (Stakić Mirjana M.), книга Бранислава Црнчевича «Bosonogi i nebo» позволяет интегрировать предмет «Сербский язык» (при изучении сербского языка в четвёртом классе начальной школы) с такими предметами как «Математика», «Природа и общество», «Гражданское образование», «Художественная культура» и «Музыкальная культура».
Был одним из сценаристов фильма 1987 года «Дело Хармса» .
Помимо литературной деятельности был политиком, дружил с Слободаном Милошевичем. В 1990 году стал президентом фонда «Matica iseljenika Srbije» (Фонд наследия Сербии). В 1996 году был избран в Сенат Республики Сербской. Являлся сербским националистом, при этом не скрывая свою гомосексуальность. Член Сербской демократической партии, выступал в защиту невиновности Радована Караджича в Гаагском трибунале. После отъезда Воислава Шешеля в Гаагу вступил в Сербскую радикальную партию, но после раскола этой партии на две организации последовал за Томиславом Николичем в Сербскую прогрессивную партию. Награждён Орденом Негоша (первой степени).